# Sext Noni Quintilià (cònsol)
Sext Noni Quintilià (llatí: Sextus Nonius L. f. L. n. Quintilianus) va ser un magistrat romà del segle i. Formava part de la gens Nònia, una gens romana d'origen plebeu.
Va ser nomenat cònsol l'any 8 amb Marc Furi Camil durant el regnat d'August segons diuen els Fasti. Apareix també en algunes monedes, de les quals es dedueix que va ocupar la magistratura de triumvir monetalis igualment en el regnat d'August.